# تأثير د. فوكس

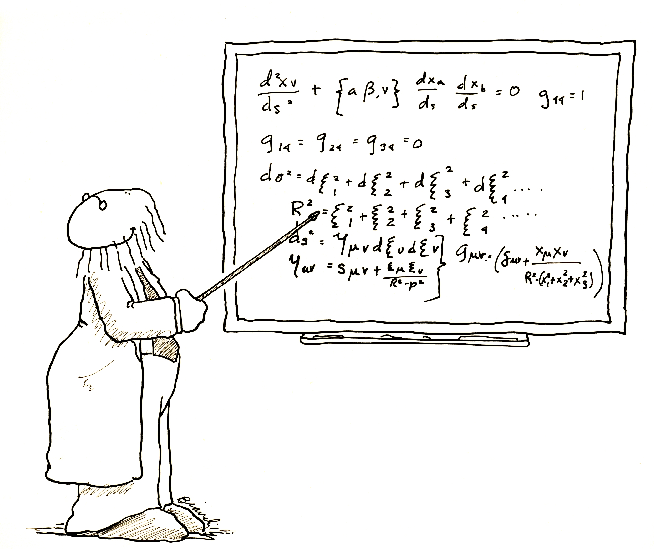

تأثير د. فوكس هو العلاقة المتبادلة التي تُلاحظ بين قدرة المدرس على التعبير وتغطية المحتوى وتقييم الطالب والتحصيل العلمي للطالب.
في تجربة أجريت عام 1970، تم إعطاء مجموعتين متساويتين من الطلاب، بهما أطباء نفسيون وأخصائيون نفسيون، محاضرات تتفاوت في تغطية المحتوى. وبعد المحاضرة، طُلب من الطلاب تقييم المدرس من حيث الفعالية. كما تم إجراء اختبار لقياس التحصيل العلمي للطلاب. ولوحظ أن التحصيل العلمي للطلاب كان أعلى بالنسبة للتغطية الأعلى للمحتوى. ومع ذلك، لوحظ أن الطلاب يصنفون المحاضرات ذات المستوى المرتفع من تغطية المحتوى بأنها أفضل من المحاضرات ذات المستوى المنخفض من تغطية المحتوى فقط عندما شهد هذان النوعان من المحاضرات قدرة منخفضة على التعبير. وعندما كانت كل المحاضرات ذات قدرة تعبيرية عالية، لم تُلاحظ أي علاقة. ويُعرف انعدام التوافق هذا بين تغطية المحتوى ودرجات التقييم في ظل ظروف من القدرة العالية على التعبير باسم تأثير د. فوكس.
في نقد تقييمات الطلاب للتدريس، لخصت أستاذة القانون ديبورا ميريت تأثير د. فوكس كما لوحظ في التجارب الأولى، والتي قام فيها ممثل بإلقاء محاضرة على مجموعة من عشرة طلاب تحت قناع "دكتور ميرون إل فوكس: "لقد ابتدع القائمون على التجربة محاضرة بلا جدوى حول "نظرية اللعبة الرياضية كما تنطبق على تعليم الأطباء" ودربوا الممثل على إلقائها" مع الاستخدام المفرط للكلام الخادع والتعبيرات المستحدثة ودون استنتاجات وبيانات متناقضة". وفي نفس الوقت، شجع الباحثون الممثل على تبني سلوك حي ونقل مشاعر الدفء تجاه الحضور ونثر تعليقاته التي لا معنى لها بروح من الدعابة. ... لقد خدع الممثل ليس مجموعة واحدة من الجمهور، وإنما ثلاث مجموعات منفصلة من جمهور الطلاب المهنيين وطلاب الدراسات العليا. على الرغم من فراغ مضمون المحاضرة، أصدر خمسة وخمسون من الأطباء النفسيين وعلماء النفس والمعلمين وطلاب الدراسات العليا وغيرهم من المهنيين تقييمات إيجابية للغاية عن د. فوكس. ... والميزة المثيرة للدهشة لدراسة د. فوكس، كما لاحظها القائمون على التجربة، هي أن السلوكيات غير اللفظية لفوكس حجبت تمامًا المحتوى عديم المعنى والمليء بالمصطلحات غير المفهومة والمشوش."

## وصلات خارجية
- Is it Time to Dump the 7%-38%-55% Rule?
- The Legendary Dr Fox Lecture - Footage Found!